# 欧赖站
欧赖站是法国的一个铁路车站，位于法国城市欧赖。

## 位置
欧赖站位于欧赖市区的西北部，距离中心城区大约2.5公里。车站大致呈东西走向，开口朝南。车站西侧有面积较大的社会停车场。

## 停靠线路
以下列车线路在欧赖站停靠：
| 欧赖站列车线路表             |              |             |                                  |              |
| 线路                         | 车种         | 上一站      | 下一站                           | 大致运行频率 |
| 巴黎—坎佩尔                  | iDTGV        | 瓦讷        | 洛里昂                           | 每周2~3趟    |
| 巴黎—洛里昂/坎佩尔           | TGV          | 瓦讷        | 洛里昂                           | 每天4趟左右  |
| 里尔—洛里昂/坎佩尔           | TGV          | 瓦讷        | 洛里昂                           | 每周2趟左右  |
| 雷恩—洛里昂/坎佩尔           | 法国大区列车 | 瓦讷        | 洛里昂                           | 每天8趟左右  |
| 雷恩/雷东/瓦讷—洛里昂/坎佩尔 | 法国大区列车 | 瓦讷/圣安讷 | 朗多勒-芒东/朗德旺/恩讷蓬/洛里昂 | 每天9趟左右  |
| 南特—坎佩尔                  | 法国大区列车 | 瓦讷/圣安讷 | 朗多勒-芒东/朗德旺/恩讷蓬        | 每天5趟左右  |
| 欧赖—吉贝隆                  | 法国大区列车 | （起点）    | 贝勒兹                           | 每天2趟左右  |
| 1. 2.                        |              |             |                                  |              |

## 配套交通

### 城际客运
欧赖站对应的大巴车上下车地点位于车站前方的广场上。
| 停靠欧赖站的大巴车 |                        |                                                                        |
| 上下车地点         | 运营单位               | 主要目的地                                                             |
| 欧赖站的站前广场   | 莫尔比昂省城际客运 TIM | 吉贝隆、瓦讷、滨海拉特里尼泰、巴当                                     |
| 欧赖站的站前广场   | SNCF                   | （当某条铁路线施工或罢工时，SNCF可能会提供途径该线路沿途站点的大巴车） |
| 1. 2. 3.           |                        |                                                                        |

### 市内交通
| 欧赖站附近的市内公交线路 |            |                             |
| 公交车站名称             | 位置       | 停靠线路                    |
| Gare SNCF                | 欧赖站门口 | 欧赖公交红线（Ligne Rouge） |
| 1.                       |            |                             |

## 临近车站
| 欧赖站（Gare d'Auray）         |                      |               |
| 上行车站                       | 线路                 | 下行车站      |
| 圣安讷站                       | 萨维奈－朗代尔诺铁路 | 朗多勒-芒东站 |
| （起点）                       | 欧赖－吉贝隆铁路     | 贝勒兹站      |
| - 本表仅显示运营中的线路及车站 |                      |               |